# Observatoire de Versailles Saint-Quentin-en-Yvelines
L’Observatoire de Versailles-Saint-Quentin-en-Yvelines est un observatoire astronomique  situé dans le département français des Yvelines, sur la commune de Guyancourt, en France.

## Historique
Il a été fondé en 2009. Il a remplacé l’Institut Pierre-Simon-Laplace en tant qu’Observatoire des sciences de l'univers dépendant de l’Université de Versailles-Saint-Quentin-en-Yvelines.  Il a également comme tutelle le Centre national de la recherche scientifique et l’Institut national des sciences de l'univers.
Quatre laboratoires lui sont rattachés, deux unités mixtes de recherche travaillant sur les thématiques liées aux sciences de l'Univers :
- Le Laboratoire Atmosphères, Milieux, Observations Spatiales (LATMOS),
- Le Laboratoire des Sciences du Climat et de l’Environnement (LSCE),
- Le Centre Cultures, Environnements, Arctique, Représentations, Climat (CEARC).